# Proyecto Gunrunner
El Proyecto Gunrunner o "Traficante de Armas" (Project Gunrunner en inglés) es un proyecto de la Oficina de Alcohol, Tabaco, Armas de Fuego y Explosivos (siglas ATF en inglés) de Estados Unidos con el objetivo de contener el flujo de armas de fuego en México para 'privar' de armas a los cárteles de droga mexicanos. Existe controversia en torno a la utilidad real de este proyecto, dado que contribuyó irónicamente al aprovisionamiento de armas de los cárteles.
La táctica principal del Proyecto Gunrunner es la interdicción de los compradores de contrabando y distribuidores sin licencia para prevenir que armas legales entrasen en el mercado negro. Entre 2005 y 2008, se documentaron 650 casos de este tipo relacionados con 1,400 delincuentes y 12,000 armas de fuego. Sin embargo, otras tácticas como el "Gunwalking" (literalmente "dejar las armas caminar", armar a los propios delincuentes) han dado lugar a controversia.
A principios de 2011 creció la polémica sobre el proyecto al revelarse que la Operación Receptor Abierto (2006-2007) y la Operación Rápido y Furioso (2009-2010) habían proporcionado armas a los cárteles de la droga mexicanos.

## Historia
La ATF comenzó el Proyecto Gunrunner en 2005 como un proyecto piloto en Laredo, Texas, que se expandió como una iniciativa nacional en 2006. El Proyecto Gunrunner es también parte del Departamento de Justicia de los Estados Unidos de la iniciativa frontera del suroeste, que busca reducir el contrabando transfronterizo de drogas y el tráfico de armas de fuego y el alto nivel de violencia asociada a estas actividades en ambos lados de la frontera.
La ATF había determinado que los cárteles mexicanos se habían convertido en las principales organizaciones de tráfico de armas que operaban en el suroeste de Estados Unidos y está trabajando en colaboración con otros organismos y el Gobierno de México para ampliar el software de sistema de monitoreo de rastreo de armas de fuego denominado eTrace. eTrace proporciona acceso basado en web a las armas de fuego Sistema de Rastreo de la ATF para permitir que las fuerzas del orden a nivel nacional e internacional la capacidad de rastrear las armas de fuego encontradas en relación con una investigación penal al primer comprador registrado (quien puede haber vendido inocentemente el arma hace años). eTrace permite a la policía acceder a sus resultados de rastreo directamente (nombre y dirección del primer comprador) y ofrece la posibilidad de generar informes estadísticos para analizar sus datos de seguimiento para estimar las tendencias de tráfico de armas de fuego o patrones.
Una segunda fase prevista dará a conocer el software a todos los países de habla hispana con acuerdos con ATF. En junio de 2011 el Congreso abrió una investigación sobre Proyecto Traficante de Armas en contra de la ATF, ya que algunos agentes de la ATF han presentado afirmando que los principales jefes de la ATF y el Departamento de Justicia dieron instrucciones a los agentes para fomentar las tiendas de armas en los Estados Unidos para vender armas de tipo asalto a los traficantes de armas de fuego.
En 2009, la Ley de 2009 de Recuperación y Reinversión  proporcionó 40 millones de dólares a las agencias estatales y locales del orden público. Este dinero se destinó principalmente a subvenciones competitivas para proporcionar asistencia y equipamiento a la policía local a lo largo de la frontera sur; y, en las zonas de alta intensidad de tráfico de drogas, para combatir la actividad criminal de estupefacientes derivados de la frontera sur. 10 millones de dólares era el dinero que iba a ser transferido a la BATF para el proyecto Gunrunner para contratar personal y las instalaciones abiertas en 6 nuevos lugares. El uso del dinero de "estímulo" para financiar Proyecto Gunrunner es controvertido, dada la iniciativa reportada a la División de Phoenix de la ATF de permitir que los delincuentes conocidos comprasen deliveradamente armas en un esfuerzo por obtener información de inteligencia sobre los cárteles (Operación Rápido y Furioso).

## Operaciones
A principios de 2009, el proyecto Gunrunner se había traducido en aproximadamente 650 demandas para la ATF, en los que se hace referencia a más de 1,400 acusados para que fueran enjuiciados en los tribunales federales y estatales y más de 12,000 armas de fuego estaban involucradas en dichas demandas.
De acuerdo con el Oficina de Responsabilidad Gubernamental de Estados Unidos (GAO), durante el año fiscal 2007 y 2008, la ATF realizó doce sesiones de entrenamiento para la policía mexicana sobre el programa eTrace (más de 961 agentes de policía mexicanos) en varias ciudades mexicanas, incluyendo las mismas ciudades donde se desarmaron y detuvieron a policías corruptos: Ciudad de México, Tijuana, Nuevo Laredo y Matamoros A pesar del informe de la GAO, la ATF afirmó en octubre de 2010 que solo unas 20 personas habían sido capacitadas para usar eTrace en México.  Esta discrepancia no ha sido explicada. Con la ayuda de la oficina de la Ciudad de México de la ATF y la Sección de Asuntos de Narcóticos del Departamento de Estado de Estados Unidos, la ATF anticipó la realización de numerosos cursos adicionales en estas áreas en 2009. De acuerdo con el informe de la Oficina de responsabilidad gubernamental de Estados Unidos menciona que según funcionarios del gobierno mexicano, la corrupción permea todos los niveles de la aplicación de la ley federal mexicana, estatal y local.
La ATF informó que analizaron las armas de fuego que fueron confiscadas en México desde el año fiscal 2005-07 y se identificaron las siguientes armas más utilizadas por los narcotraficantes.
- Pistolas 9 × 19 mm Parabellum
- Pistolas .38 Super
- Pistolas 5,7 × 28 mm
- Pistolas .45 ACP
- Fusiles tipo AR-15
- Fusiles tipo AK-47

## Controversia
El proyecto Gunrunner ATF tenía un objetivo oficial indicado para detener la venta y exportación de armas de Estados Unidos a México con el fin de evitar que las armas de fuego fueran consideradas como "herramientas de comercio" Sin embargo, desde el año 2006 bajo la Operación Wide Receiver (2006-2007), el caso Hernández, el caso Medrano (2008) y la Operación Rápido y Furioso (2009-2011), las oficinas en Phoenix de la ATF y USAO hicieron exactamente lo contrario al permitir, fomentar y facilitar compras/ventas de contrabando de armas de fuego a los traficantes, y permitir que las armas de fuego "caminasen" y fueran transportadas a México. Un arma de fuego vinculada a la Operación Rápido y Furioso fue utilizada para matar al agente fronterizo Brian Terry y a partir de este suceso ha generado una importante controversia en Estados Unidos.
El senador Charles E. Grassley (Partido Republicano) inició una investigación con una carta a la ATF el 27 de enero de 2011, y de nuevo el 31 de enero de 2011. La ATF respondió a través del Departamento de Justicia de Estados Unidos negando todas las acusaciones El senador Grassley respondió con documentación específica que respaldaba las acusaciones en cartas al Fiscal general de los Estados Unidos Holder el 9 de febrero de 2011. and 16 Feb 2011.  La ATF se negó a responder preguntas específicas en una sesión informativa formal al senador Grassley el 10 de febrero de 2011.
En octubre de 2011, documentos fueron puestos en descubierto que indicaron que funcionarios del Departamento de Justicia intercambiaron notas en lo que respecta a la Operación Rápido y Furioso en 2010.
Las acusaciones presentadas en la corte federal, la documentación obtenida por el senador Grassley, y las declaraciones de los agentes de la ATF obtenidas por el senador Grassley y CBS News, muestran que la División de Campo de Phoenix ATF permitió y facilitó la venta de más de 2,500 armas de fuego (AK-47 rifles, pistolas FN 5,7 mm, AK-47, pistolas y rifles de calibre .50) en 'contrabando' destinadas a México. Según los agentes de la ATF, los funcionarios mexicanos no fueron notificados y los agentes de la ATF que operan en México recibieron instrucciones de no alertar a las autoridades mexicanas sobre la operación. En el caso de Rápido y Furioso, el agregado de la ATF en la Oficina de la Ciudad de México (MCO) no fue notificado (a diferencia de Wide Receiver y la mayoría de los otros casos).
Algunos agentes de la ATF y supervisores se opusieron fuertemente y los comerciantes de armas (que estaban cooperando con ATF) protestaron las ventas, pero se les pidió por parte de la ATF completar las transacciones para exponer la cadena de suministro y reunir información de inteligencia. Sin embargo, hay acusaciones de que la ATF estaba intentando aumentar las estadísticas para "probar" que las armas estadounidenses están armando a los cárteles de la droga mexicanos y para promover objetivos presupuestarios y políticos. Se ha establecido que esta operación violó políticas y prácticas de la ATF establecidas desde hace mucho tiempo y que no es una técnica de investigación reconocida.
Muchas de estas mismas armas están siendo recuperadas escenas del crimen en Arizona y mediante su paso a México. Durante la Operación Rápido y Furioso, la ATF con sede en Phoenix hizo interceptar 105 armas. Sin embargo, al menos 1,856 armas se les permitió caminar (cayeron en manos de grupos de la delincuencia organizada). Otras agencias de Estados Unidos, federales, estatales y locales, recuperaron casi 270 en escenas de crímenes en los Estados Unidos, y 195 armas cuyo origen fue la operación de Rápido y Furioso fueron recuperadas por la policía mexicana en escenas de crímenes en México. Dos armas Rápido y Furioso fueron recuperadas en la escena del crimen del asesinato del agente de Aduanas y Protección Fronteriza Brian Terry el 14 de diciembre de 2010, hecho trajo Rápido y Furioso a la atención pública.
El 14 de diciembre de 2010, el agente de la Patrulla Fronteriza Brian Terry fue asesinado en un tiroteo en Arizona sicarios de un cártel. El miembro del cártel Manuel Osorio-Arellanes se declaró culpable en 2012 de asesinato en primer grado en el caso y fue sentenciado en 2014 a 30 años de prisión, y en agosto de 2020 fue sentenciado a cadena perpetua.
Según Osorio-Arellanes, otros cuatro miembros del cártel perpetraron el ataque. Dos rifles de la operación "Rápido y Furioso" fueron encontrados en la escena del crimen, pero no hay evidencia que demuestre que Terry fue asesinado con alguna de esas armas.